# Flutropio
El flutropio es un éster carboxílico resultante de la condensación formal del grupo carboxi del ácido hidroxi(difenil)acético con el grupo hidroxi del (3-endo,8-sin)-8-(2-fluoroetil)-3-hidroxi-8-metil-8-azoniabiciclo[3.2.1]octano. Su sal de bromuro se utiliza como medicamento para el tratamiento del asma y la enfermedad pulmonar obstructiva crónica (EPOC). Tiene un papel como antagonista muscarínico, fármaco antiasmático y fármaco antiespasmódico. Es un éster carboxílico, un ion de amonio cuaternario, un alcohol terciario, un azabicicloalcano y un compuesto organofluorado.